# Irina Wladimirowna Sinezkaja
Irina Wladimirowna Sinezkaja (russisch Ирина Владимировна Синецкая, englisch Irina Sinetskaya; * 25. Dezember 1978 in Kotschubejewskoje, Region Stawropol, Russische SFSR, Sowjetunion) ist eine russische Boxerin. Sie ist mehrfache Welt- und Europameisterin der Amateurboxerinnen.

## Werdegang
Irina Sinezkaja wuchs in Stawropol auf, wo sie der Sportorganisation „Sonne“ angehört. Sie ist eine Boxerin der ersten Stunde, denn sie nahm bereits im Jahre 1999 am ersten Frauen-Europa-Cup teil, der in Köping/Schweden stattfand. Die Europa-Cup-Wettbewerbe, es gab noch einen weiteren im Jahre 2000 in Mâcon/Frankreich, waren die Vorgängerwettbewerbe der Frauen-Europameisterschaften, die im Jahre 2001 starteten. Sie wird bzw. wurde von W.A. Wesselow und D.S. Candar trainiert. Zum Beginn ihrer Laufbahn startete sie im Halbweltergewicht (damals bis 63,5 kg Körpergewicht), wuchs aber im Laufe ihrer Karriere bis in das Halbschwergewicht (bis 80 kg KG) hinein, scheute sich aber auch nicht, gegen Schwergewichtlerinnen zu boxen.
Beim 1. Frauen-Europa-Cup in Köping/Schweden siegte Irina Sinezkaja im Halbweltergewicht mit einem Abbruchsieg i.d. 2. Runde im Finale über Nurhayat Hiçyakmazer aus der Türkei. Auch beim 2. Europa-Cup-Wettbewerb im Jahre 2000 in Macon/Frankreich war sie siegreich, dieses Mal im Weltergewicht. Im Endkampf schlug sie dabei Kıymet Karpuzoğlu aus der Türkei nach Punkten. Im November 2000 stand Irina Sinezkaja in einer russischen Mannschaft, die in Somerville und in Salem zwei Länderkämpfe gegen die Vereinigten Staaten bestritt. Im Halbweltergewicht verlor sie dabei den ersten Kampf gegen Melissa Fiorentino nach Punkten (7:10), schlug aber im zweiten Kampf Stephanie Jaramillo knapp mit 2:1 Kampfrichterstimmen. Im Jahre 2001 wurde sie in Saint-Amand-les-Eaux in Frankreich dann erstmals Europameisterin in der Gewichtsklasse bis 66 kg Körpergewicht. Dabei bezwang sie ihre drei Gegnerin alle vorzeitig. Sybilla Marks aus Deutschland in der 2. Runde, Ivett Pruzinszky aus Ungarn in der 3. Runde und Esther Durand aus Frankreich in der 1. Runde. Im Dezember 2001 gelang es ihr dann auch bei der 1. Weltmeisterschaft der Frauen in Scranton/USA in der Gewichtsklasse bis 67 kg KG zu siegen und Weltmeisterin zu werden. Auf dem Weg zu diesem Erfolg gewann sie über Csilla Bodo aus Ungarn (26:6) und über Mehtap Bakis aus der Türkei (27:6) jeweils klar nach Punkten und schlug Tristan Whiston aus Kanada in der 1. Runde und Natalie Brown aus den Vereinigten Staaten i.d. 1. Runde durch Abbruch.
2002 wurde Irina Sinezkaja auch Weltmeisterin bei der zweiten Frauen-Weltmeisterschaft, die in Antalya stattfand. Sie siegte dabei in der Gewichtsklasse bis 67 kg vor Natalie Brown aus den Vereinigten Staaten, Tina Hansen aus Dänemark und Desi Kontos aus Argentinien. 2003 folgte der Gewinn des Europameistertitels bei der Europameisterschaft in Pécs/Ungarn, wo sie in der Gewichtsklasse bis 66 kg Körpergewicht vor Oleksandra Koslan, Ukraine, Kıymet Karpuzoğlu und Csilla Csejtei aus Ungarn gewann. 2004 folgte der Gewinn der russischen Meisterschaft, wobei davon auszugehen ist, dass sie auch in den Jahren vorher diesen Titel schon gewann, doch sind die Ergebnisse davon nicht bekannt. Ferner wurde sie auch 2004 in Riccione/Italien Europameisterin in der gleichen Gewichtsklasse vor Anna Ingman aus Schweden, Mehtap Bakis, Norwegen und Larissa Pop aus Rumänien. Die Einzelergebnisse dieser drei Meisterschaften sind leider auch nicht bekannt.
2005 musste Irina Sinezkaja im Endkampf der 2. Weltmeisterschaft der Frauen in Podolsk in der Gewichtsklasse bis 66 kg KG gegen Mary Spencer aus Kanada eine Punktniederlage hinnehmen (21:28) und belegte deshalb „nur“ den 2. Platz. Vorher hatte sie bei dieser Weltmeisterschaft Elizabeth Querado, USA nach Punkten (35:16) und Yvonne Rasmussen aus Dänemark durch Abbruch i.d. 2. Runde besiegt. Im Jahre 2006 stand sie dann bei der Weltmeisterschaft in New Delhi im Halbschwergewicht (Klasse bis 80 kg Körpergewicht) und konnte auch in dieser Gewichtsklasse voll überzeugen. Sie siegte dort über Selma Yağcı aus der Türkei (14:10), Beata Małek, Polen (21:19) und im Finale über Chatiqua Hemingway aus den Vereinigten Staaten (13:6) jeweils nach Punkten und wurde damit zum dritten Mal Weltmeisterin
In den folgenden Jahren startete sie vermehrt nur mehr bei den nationalen Meisterschaften oder Turnieren in Russland. 2008 wurde sie russische Vizemeisterin im Schwergewicht (damals Gewichtsklasse bis 91 kg KG), wobei sie nach einem Punktsieg im Halbfinale über Nadeschda Torlopowa (38:26) im Finale gegen Anna Gladkitsch wegen einer Verletzung nicht mehr antreten konnte. 2009 standen sich Irina Sinezkaja und Anna Gladkitsch im Halbfinale der russischen Meisterschaft im Mittelgewicht gegenüber. Irina Sinezkaja gewann diesen Kampf ganz klar mit 50:6 Punkten. Im Finale bezwang sie dann auch Swetlana Kossowa. Im gleichen Jahr startete sie dann auch wieder bei der Europameisterschaft in Nikolajew/Ukraine im Mittelgewicht und holte sich dort mit einem Abbruchsieg i.d. 3. Runde über Elif Guneri aus der Türkei, einem Punktsieg über Anita Ducza aus Ungarn (8:1) und einem Punktsieg über Lilija Durnejewa aus der Ukraine (8:3) den vierten Europameistertitel.
Im März 2010 fanden beim Grand Prix in Ústí nad Labem erstmals Frauenwettbewerbe statt und zwar im Fliegen-, Leicht- und Mittelgewicht, also den Gewichtsklassen, die im Jahre 2012 bei den Spielen in London erstmals olympisch sein werden. Irina Sinezkaja startete dort im Mittelgewicht und gewann dieses Turnier mit Punktsiegen über die ehemaligen Weltmeisterinnen Mária Kovács aus Ungarn (12:5) und Anna Laurell aus Schweden (4:2), sowie mit Punktsiegen über Desislawa Lazarewa aus Bulgarien (2:1) und Lidija Fidura aus Polen (4:1). Einen Monat später verlor sie aber im Endkampf der russischen Meisterschaft im Finale gegen Inna Sagaidakowskaja knapp nach Punkten (4:5) und kam daher bei der Weltmeisterschaft in Bridgetown/Barbados nicht zum Einsatz.
Das Ziel von Irina Sinezkaja wird aber sein, sich für die Teilnahme an den Olympischen Spielen 2012 in London zu qualifizieren. Diesem Ziel kam sie schon bei der russischen Meisterschaft 2011 einen großen Schritt näher, denn sie gewann dort den Titel im Schwergewicht mit einem Punktsieg im Finale über Walentina Michailina. Sie war dann auch bei der Europameisterschaft dieses Jahres in Rotterdam am Start und siegte dort über Diana Gherghel aus Rumänien (25:8) und Daniela Vernic aus Kroatien (35:6) klar nach Punkten. Im Finale unterlag sie aber gegen die frühere Weltmeisterin Semsi Yarali knapp nach Punkten (10:12) und musste sich deshalb mit dem zweiten Platz zufriedengeben.

## Internationale Erfolge
| Jahr | Platz | Wettbewerb                                       | Gewichtsklasse | Ergebnis |
| 1999 | 1.    | 1. Europa-Cup der Frauen in Köping/Schweden      | Halbwelter     | nach einem Abbruchsieg i.d. 2. Runde im Finale über Nurhayat Hiçyakmazer, Türkei |
| 2000 | 1.    | 2. Europa-Cup der Frauen in Mâcon/Frankreich     | bis 67 kg KG   | mit einem Sieg im Finale über Kıymet Karpuzoğlu, Türkei |
| 2001 | 1.    | EM der Frauen in Saint-Amand-les-Eaux/Frankreich | bis 66 kg KG   | nach Abbruchsiegen i.d. 2. Runde über Sybilla Marks, Deutschland, i.d. 3. Runde über Ivett Pruziszky, Ungarn u. i.d. 1. Runde über Esther Durand, Frankreich                           |
| 2001 | 1.    | WM der Frauen in Scranton/USA                    | bis 67 kg KG   | nach Punktsiegen über Csilla Bodo, Ungarn (26:6) und Mehtap Bakis, Türkei (27:6) und Abbruchsiegen i.d. 1. Runde über Tristan Whiston, Kanada u. i.d. 2. Runde über Natalie Brown, USA |
| 2002 | 1.    | WM in Antalya                                    | bis 67 kg KG   | vor Natalie Brown, USA, Tina Hansen, Dänemark u. Desi Kontos, Argentinien |
| 2003 | 1.    | EM in Pécs/Ungarn                                | bis 66 kg KG   | vor Oleksandra Koslan, Ukraine, Kıymet Karpuzoğlu u. Csilla Csejtei, Ungarn |
| 2004 | 1.    | Ahmet-Comert-Turnier in Istanbul                 | Welter         | nach Punktsieg im Finale (22:8) über Nurcan Çarkçı, Türkei |
| 2004 | 1.    | EM in Riccione/Italien                           | bis 66 kg KG   | vor Anna Ingman, Schweden, Mehtap Bakis u. Larissa Pop, Rumänien |
| 2005 | 1.    | Intern. Turnier in St. Petersburg                | bis 66 kg KG   | nach Abbruchsieg i.d. 2. Runde über Olga Tschurakina, Russland u. Punktsieg über Karolina Lukasik, Polen (11:9)                                                                        |
| 2005 | 2.    | WM in Podolsk/Russland                           | bis 66 kg KG   | nach Punktsieg über Elizabeth Querado, USA (35:16) u. Abbruchsieg i.d. 2. Runde über Yvonne Rasmussen, Dänemark u. Punktniederlage gegen Mary Spencer, Kanada (21:28)                  |
| 2006 | 1.    | Venus-Cup in Vejle/Dänemark                      | bis 86 kg KG   | nach Abbruchsieg i.d. 2. Runde über Jelena Wadimowna Surkowa, Russland |
| 2006 | 1.    | WM in New Delhi                                  | Halbschwer     | nach Punktsiegen über Selma Yağcı, Türkei (14:10), Beata Małek, Polen (21:19) u. Chatiqua Hemingway, USA (13:6)                                                                        |
| 2009 | 5.    | Ahmet-Comert-Turnier in Istanbul                 | Mittel         | nach Punktniederlage gegen Mary Spencer (1:5) |
| 2009 | 2.    | Intern. Turnier in St. Petersburg                | Mittel         | nach Punktsiegen über Yuldus Mamatkulowa, Kasachstan (19:0) u. Inna Sagaidakowskaja, Russland (12:6) u. Punktniederlage gegen Li Jinzi, China (7:10)                                   |
| 2009 | 1.    | EM in Nikolajew/Ukraine                          | Mittel         | nach Abbruchsieg i.d. 3. Runde über Elif Guneri, Türkei u. Punktsiegen über Anita Ducza, Ungarn (8:1) u. Lilija Durnejewa, Ukraine (8:3)                                               |
| 2009 | 3.    | Intern. Turnier in Astana                        | Mittel         | nach einer kampflosen Niederlage gegen Lilija Durnejewa |
| 2010 | 1.    | Grand Prix in Ústí nad Labem                     | Mittel         | nach Punktsiegen über Mária Kovács, Ungarn (12:5), Anna Laurell, Schweden (4:2), Desislawa Lazarowa, Bulgarien (2:1) u. Lidija Fidura, Polen (4:1)                                     |
| 2011 | 1.    | Nikolajew-City-Cup                               | Schwer         | nach einem Punktsieg über Katarina Schambir, Ukraine (33:14) |
| 2011 | 2.    | EM in Rotterdam                                  | Schwer         | nach Punktsiegen über Diana Gherghel, Rumänien (25:8) und Daniela Vernic, Kroatien (35:6) und einer Punktniederlage gegen Semsi Yarali, Türkei (10:12)                                 |

## Russische Meisterschaften
(soweit bekannt)
| Jahr | Platz | Gewichtsklasse | Ergebnis |
| 2004 | 1.    | bis 66 kg KG   | nach Punktsieg im Finale über Ewgenia Schestopalowa |
| 2008 | 2.    | bis 91 kg KG   | nach Abbruchsieg i.d. 2. Runde über Jelena Zenkewitsch u. Punktsieg über Nadeschda Torlopowa (38:26) u. kampfloser Niederlage gegen Anna Gladkitsch                    |
| 2009 | 1.    | Mittel         | nach Punktsieg über Anna Gladkitsch (50:6) u. Abbruchsieg i.d. 3. Runde über Swetlana Kossowa                                                                          |
| 2010 | 2.    | Mittel         | nach Punktsiegen über Alena Kuzmina (23:0) u. Ljubowa Paschina (12:1) u. Punktniederlage gegen Inna Sagaidakowskaja (4:5)                                              |
| 2011 | 1.    | Schwer         | nach einem Punktsieg über Elena Sobjanina (6:0), einem Abbruch-Sieg in der 1. Runde über Zenfira Magameddalijewa und einem Punktsieg über Walentina Michailina (31:10) |

## Erläuterungen
- WM = Weltmeisterschaft, EM = Europameisterschaft
- KG = Körpergewicht
- Halbweltergewicht bis 2008 bis 63,5 kg, seit 2009 bis 64 kg, Weltergewicht, bis 2008 bis 70 kg, seit 2009 bis 69 kg, Mittelgewicht, bis 75 kg, Halbschwergewicht, bis 2008 bis 80 kg, seit 2009 bis 81 kg; Schwergewicht, seit 2009 über 81 kg Körpergewicht